# Séforis

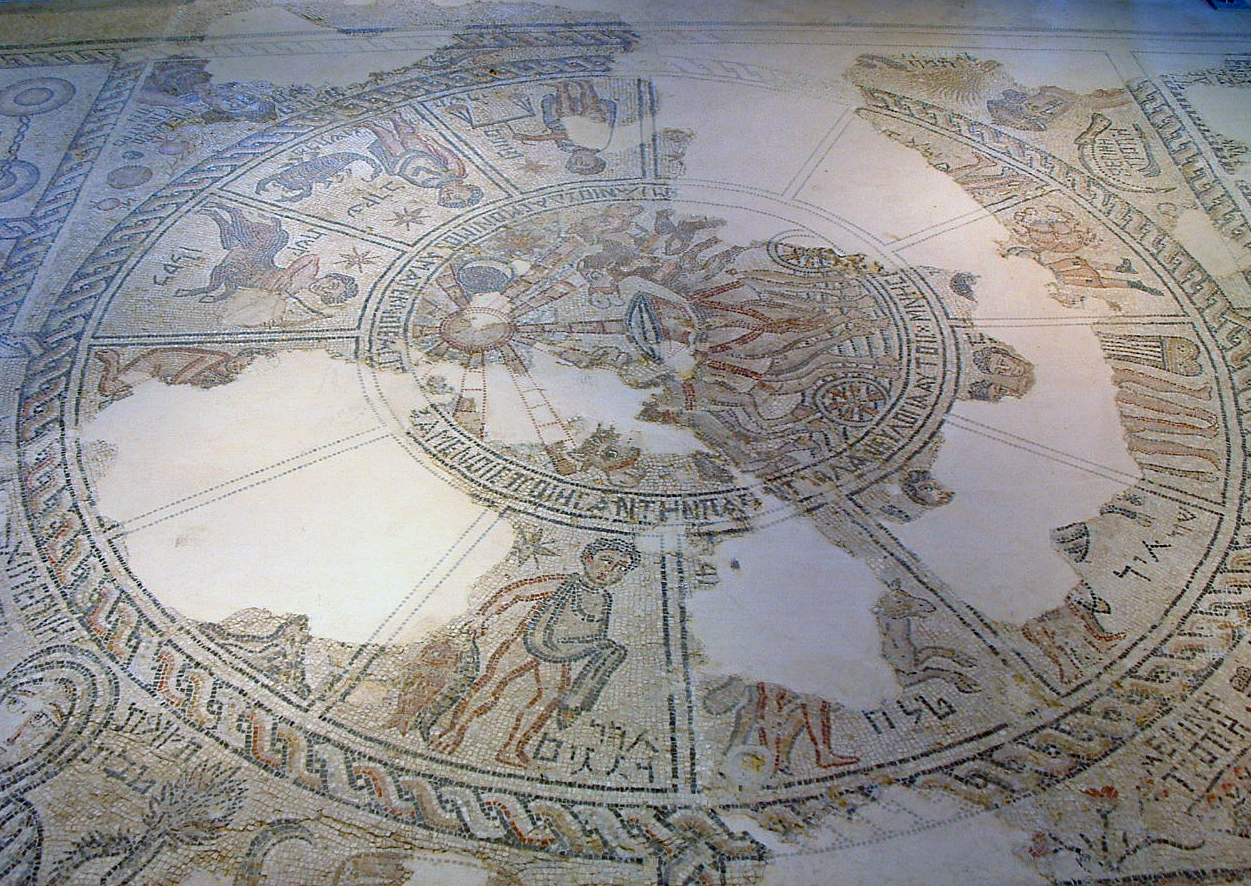
Mosaico en la sinagoga de Séforis, arte judío,.

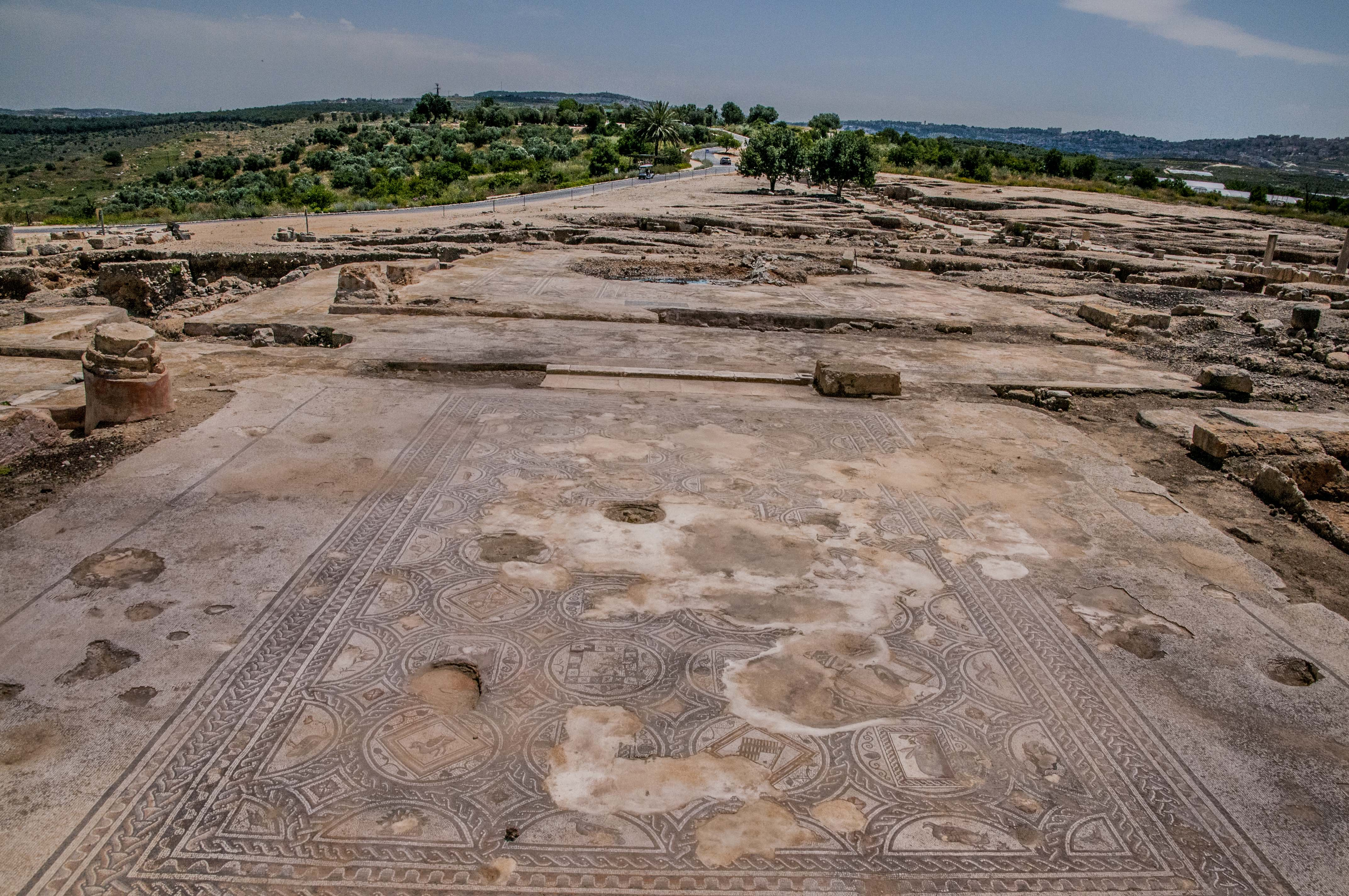
Piso de Seforis

Séforis, Seforis, Sephoris o Sepforis (en griego Sepphoris -Σεπφώρις-, en hebreo Tzippori (צִפּוֹרִי), conocida en tiempo de los romanos como Eirenopolis y Diocesaraea en latín o griego (Διοκαισάρεια), y tras la dominación musulmana como Saffuriya en árabe (صفورية), también transliterada como Safurriya y Suffurriye) es una antigua ciudad de Galilea, actualmente en el Estado de Israel.

## Historia
Muy probablemente se fundó como un establecimiento militar asirio en el siglo VII a. C., que continuó con los babilonios, persas y seleúcidas. Fue ocupada por los macabeos en el 104 a. C. y los judíos la conocieron como Tzippori o Tsipori.
Antígono III de Macedonia estableció una guarnición para hacer frente a Herodes I, aunque este terminó ocupándola en el 37 a. C. A pesar de ello pasó a formar parte del Imperio romano dentro de la provincia romana de Siria. Incendiada a principios de la era cristiana, fue restaurada por Herodes Antipas que le otorgó el estatus de ciudad independiente con el nombre de Autocratis. En tiempos de Nerón se estableció en ella la residencia de los reyes judíos.
Interesa a los arqueólogos por su relación bíblica con la creencia de que los padres de María, Ana y Joaquín fueron nativos de Séforis cuando la ciudad estaba en el período helénico. Estructuras notables del sitio incluyen un teatro romano y dos iglesias primitivas cristianas. No se unió a la primera guerra judeo-romana en el año 66, por lo que estos la llamaron Eirenopolis («ciudad de la paz»). Cambió de nombre de nuevo en el año 125 (Diocesarea). Tras la revuelta judía de Bar Kochbá (132), fue refugio de estos, y posteriormente protagonizó la llamada «rebelión de Diocesarea» (351-352).
En el 635 fue ocupada durante la expansión del islam por los árabes (cambiando su nombre por el de Saffuriya). Después siguió las vicisitudes del territorio, pasando a manos del Imperio otomano y del británico, hasta incorporarse al Estado de Israel en 1948.